# Amstelgracht (schip, 1990)
De Amstelgracht is een vrachtschip van bevrachtingskantoor Spliethoff. De thuishaven van dit schip is Amsterdam. Dit schip heeft geen voorgangers gehad. Het schip is vernoemd naar de Amstelgracht, een voormalige gracht in Amsterdam.
Het schip werd gebouwd in een serie van vier, de andere schepen heten Admiralengracht, Achtergracht en Artisgracht. De prijs voor vier schepen was 35 miljoen gulden. De Amstelgracht werd gedoopt op 3 maart 1990, maar kon toen niet te water gelaten worden. De waterstand was destijds te hoog, zodat de werf vreesde dat de neus van het schip de scheepshelling zou beschadigen, als de kont het hoge water zou raken.